# Oléoduc Sibérie orientale - océan Pacifique
Pour les articles homonymes, voir ESPO.
L'oléoduc Sibérie orientale - océan Pacifique (ESPO, de l'anglais : Eastern Siberia–Pacific Ocean oil pipeline ; en russe : Нефтепровод «Восточная Сибирь - Тихий океан» [ВСТО]) est un oléoduc situé dans le sud-est de la Sibérie en Russie. Sa construction par Transneft, la société russe qui construit et gère les pipelines du pays, a démarré en 2006. 
Cet investissement russe stratégique doit permettre la mise en exploitation des ressources pétrolières de l'Extrême-Orient russe en évacuant le pétrole extrait dans un premier temps vers la Chine et le reste vers la Russie. Le pipeline, dans sa première phase (2 757 km) qui devrait revenir à 11 milliards de dollars, est entrée en service en 2009. Selon le tracé actualisé en mars 2008, l'oléoduc se débranche du réseau existant à Taïchet (oblast d'Irkoutsk), traverse le sud de la Iakoutie en passant par Oust-Kout, Lensk et Aldan, avant d'atteindre Skovorodino (dans l'oblast d'Amour) non loin de la frontière chinoise. Dans une deuxième phase, programmée à moyen terme, l'oléoduc doit atteindre le port de Nakhodka, sur l'océan Pacifique, ce qui permettrait de trouver des débouchés au Japon, entre autres. 
Le projet a pris du retard par rapport à sa planification initiale, mais sa capacité de transport de 30 millions de tonnes annuellement ne sera probablement pas utilisée à sa mise en service, car les champs pétroliers qui entreront en production en Sibérie orientale ne devraient produire à cette date que quelques millions de tonnes par an.
Le 28 décembre 2009, Vladimir Poutine inaugure officiellement l'oléoduc après trois ans de travaux,.
En novembre 2010, plusieurs publications ont paru dans les médias russes portant sur le detournement d'argent par Transneft lors de la construction de l'oléoduc,,,,,.